# أفواج المناورات العملياتية
افواج المناورات العملياتية. (بالفرنسية: Regiments des Maneuvres opérationel)، هي وحدات القوات الخاصة الجزائرية لعلميات المغاوير تابعة للقوات البرية الجزائرية، تتدخل في كل مكان من التراب الوطني الجزائري، 
وتتكون من فوجين:
- الفوج 104 للمناورات العملياتية (104e RMO): تم تأسيسه بتاريخ 2005/11/02 بالقرار 05/163/و.د.و/أ2، مقره بوغار، المدية بالناحية العسكرية 1، تلقى افراده تكوينا وتدريبا في الولايات المتحدة سنة 2010 و2012، كما تكونوا سنة 2011 على يد القبعات الخضر الأمريكية green berets. مقره ببوغار.[3]

- الفوج 116 للمناورات العملياتية (116e RMO): تم تأسيسه سنة 2016، ليحل محل فرقة التدخل الخاص GIS المنحلة حديثا انذك والتابعة لمديرية الأمن الاستعلامات DRS سابقا، وقد استفاد الفوج من جزء كبير من افراد فرقة التدخل المنحلة فوج المناورات العملياتية 116 (RMO 116 (Regiment Maneuvres opérationel.

هو أحد أفواج النخبة. نخبة المغاوير للقوات الخاصة للجيش الوطني الشعبي ويعد امتداد لجهاز الجيس GIS*حسب موقع مينا ديفونص* (مجموعة العمليات الخاصة) من خلال تطعيمه ببعض من أفراده الذي كان يتبع سابقا المخابرات الجزائرية والذي يملك الرصيد الحافل من مكافحة الإرهاب ويمثل المدرسة الجزائرية في محاربة الإرهاب تستفيد هته الافواج من تكوين مستمر في الخارج، خصوصا في روسيا ألمانيا، الوم أ وفرنسا.

## المهام
- مكافحة الإرهاب.
- تحرير الرهائن.
- الاستطلاع.
- مكافحة حروب العصابات.
- القبض أو القضاء على الاهداف ذات القيمة العالية HVT.
- حماية ومرافقة الشخصيات الهامة.
- تفكيك المتفجرات.
- العمليات الخاصة.

## التنظيم
من خلال المعلومات القليلة المتوافرة، فإن افواج المناورات العملياتية مكونة من سرايا وفصائل مختصة، بعضها كما يلي:
1. سرية المهام الخاصة.
2. سرية التدخل والاقتحام.
3. سرية التدخلات التقنية.
4. سرايا المطاردة.
5. سرية الحماية الشخصية.
6. فصيلة القنص.
7. فصيلة سينوتقنية.
8. فصيلة المتفجرات.
9. فصيلة الغطس.

## عمليات هامة
شاركت السرية 45 اقتحام وتحرير الرهائن للفوج 104 في أزمة الرهائن بعين أميناس.
مشاركة سرايا من الفوج 104 في عملية تعقب مختطفي الرهينة بيار غورديل.

## المعدات والتجهيز

### الاسلحة

#### مسدسات
1. Glock-17.
2. Caracal EF
3. Makarov
4. Beretta 92

#### اسلحة هجومية
1. PM-89/-1A (نسخ محدثة للرشاش الصيني 1-/Type-56 يصنع محليا).
2. MPi-AKS-74NK.
3. AKM/AKMS
4. AKS-74U
5. Zastava M21

#### بندقيات قناصة
1. Sako tgr-22
2. Dragonov svd
3. M93 Black Arrow

#### رشاشات
1. PKT.

#### قاذف قنابل
1. RPG-7
2. AGS-30

### اكسسوارات
1. منظار Schmidt & bender 12-50x56 PM II/P.
2. CornerShot
3. ZenitCo PT-1
4. Zenitco B-10M
5. Zenitco B-9
6. ZenitCo RK-1
7. Zenitco 2PS
8. CAA UPG47
9. CAA BPP GRIP
10. CAA FGA
11. CAA CBS
12. TDI arms x47
13. Yugoimport Laser target designator
14. CAA RONI Pistol Carbine Conversion
15. Eotech Model XPS2
16. Aimpoint - CompM3
17. كاتم الصوت السوفياتي PBS-1.
18. TLR-2 GUN LIGHT

### اجهزة الاتصال
1. Harris Falcon II
2. Harris Falcon III
3. سماعة Otto Tactical II

### اجهزة خاصة
1. جهاز التشويش على القنابل KiRPi Manpack RCIED Jammer
2. جهاز قياس المدى وسرعة الرياح Bushnell 1Mile CONX Combo
3. جهاز قياس سرعة الرياح LA crosse technology EA-3010

### مناظير الرؤية والتهديف
1. AN/PVS-7
2. AN/PVS-14
3. Thales OB70 LUCIE
4. Thales SOPHIE MF
5. Safran SWORD T&D
6. Safran BIG25
7. Talon Mk2 4X nvws
8. Sagaem JIM LR
9. Oldelft pb4ds
10. Lunos SHD-3
11. KLARA
12. Safran VECTOR IV
13. CNVS-4949

### انظمة التموضع
1. GPSMAP 62s
2. GPSMAP 196
3. GPSMAP 276C

### التجهيز الفردي
1. ملابس بمتويه Lizar باربعة الوان للشمال ونسختين woodland على الاقل للجنوب.
2. خوذات PASGT يتم احلالها تدريجيا لصالح خوذات MICH TC-2000.
3. قفازات Petzl CORDEX PLUS.
4. قفازات Oakley tactical fingerless gloves
5. سترة تكتيكية GITAC PATROL
6. زجاج الحماية Striker Ballistic Visor
7. سترة باليستية BLACKHAWK S.T.R.I.K.E. Omega Vest
8. BLACKHAWK Serpa level 3
9. حاملة صفائح Eagle Industries MOLLE Plate Carrier
10. بزة تفكيك القنابل Med-Eng EOD 9 Bomb Suit and Helmet
11. جراب ماء CamelBak ThermoBak 3L Mil Spec
12. سترات تمويه مشتقة من SAAB ULCANS

### المظلات
1. T-11
2. T-10 B
3. Intruder RA-1

### وسائل النقل
1. Ford F350 (مثبت عليها سلالم P3E Mars)
2. Mercedes class G500
3. امراب MaxxPro Dash
4. عربة نقل تكتيكية Humvee
5. Toyota Station

### وسائل النقل الجوية
1. Mi-171Sh
2. C-130
3. Il-76

### وسائل قتال واستطلاع غير مؤهولة
1. PD-100 Black Hornet 2
2. CALIBER EOD ROBOT
3. CH-902

## وصلات خارجية
- شاهد... وزارة الدفاع الوطني تنشر تقريرا مصورا لفوج المناورات العملياتية، بواسل الجيش الوطني الشعبي
- الجزائر - وثائقي عن وحدات النخبة القتالية في الجيش الجزائري.
- القوات الخاصة الجزائرية /الفوج116 للمناورات العملياتية على يوتيوب.